# 1486
Évszázadok: 14. század – 15. század – 16. század
Évtizedek: 1430-as évek – 1440-es évek – 1450-es évek – 1460-as évek – 1470-es évek – 1480-as évek – 1490-es évek – 1500-as évek – 1510-es évek – 1520-as évek – 1530-as évek
Évek: 1481 – 1482 – 1483 – 1484 –  1485 – 1486 – 1487 – 1488 – 1489 – 1490 – 1491

## Események

### Határozott dátumú események
- január 25. – Mátyás király kiadja az 1485 decemberében összeült budai országgyűlés törvényeit.[1]
- február 6. – Mátyás megerősíti az Andreanumot, a II. András által 1224-ben az erdélyi szászoknak adott kiváltságlevelét, és kiterjeszti az erdélyi országrészeken élő összes szász (universorum Saxonum nostrorum partium regni nostri Transsilvanorum) részére, létrehozva ezzel az erdélyi szász univerzitást.[2]
- április 1. – Mátyás az Esztergomi érsekséget Beatrix királyné kérésére a hatéves Estei Hippolitnak, I. Herkules ferrarai herceg fiának, Beatrix unokaöccsének adományozza.
- április 7. – Mátyás utasítja az erdélyi szászokat, hogy mivel az országgyűlés a szokásos adót önként megajánlotta, ezért ők is vegyék ki részüket a tehervállalásból.
- április 9. – I. Miksát német királlyá választják. (1508-tól császár, 1519-ig uralkodik.)
- május 18. – Mátyás Buda jogait adományozza szülővárosának, Kolozsvárnak.[3]
- augusztus 30. – Agostino Barbarigo velencei dózse megválasztása. (1501-ig uralkodik.)

### Határozatlan dátumú események
- tavasz – Drági Tamás lesz a személynök. (A tisztséget először tölti be világi személy.)
- június 8. előtt – Filipec János váradi püspök titkos kancellári címmel átveszi a kancellária vezetését.
- október – Antonio Bonfini olasz humanista Mátyás szolgálatába áll.
- az év folyamán –
  - Hunyadi Mátyás először szervezi meg a huszárokat és folytatja ausztriai hódításait.
  - Kibocsátják a jogszolgáltatás és igazgatás átfogó szabályozását, I. Mátyás magyar király dekrétumát. (Ennek nyomán jön létre Magyarország egyik központi bírósága, a királyi tábla.)
  - Szapolyai Imre tölti be a nádori tisztséget.
  - Kolozsvárott megkezdődik a magyarországi késő gótikus építészet fontos műve, az obszerváns ferencesek (ma: Farkas utca) templomának építése.
  - Várdai Aladár Visegrádról magyar nyelvű levelet ír testvérének, Miklósnak. (A legrégibb ismert magyar nyelvű missilis.)
  - Megalakul Mátyás osztrák kancelláriája. (A király nem nevez ki osztrák kancellárt, a hivatalt két titkár vezeti; a valóságban a magyar kancellária osztályaként működik.)
  - Trónra lép Ahuizotl, Tizoc öccse, az Azték Birodalom nyolcadik királya.
  - VIII. Ince pápa megvádolja eretnekséggel Giovanni Pico della Mirandolát, a reneszánsz platonizmus vezető képviselőjét, és elítéli tanait.[4]

## Születések
- július 16. – Andrea del Sarto firenzei festő († 1531)
- október 10. – III. (Jó) Károly savoyai herceg († 1553)

## Halálozások
- Tízoc, az Azték Birodalom hetedik királya